# بیمارستان مسیح

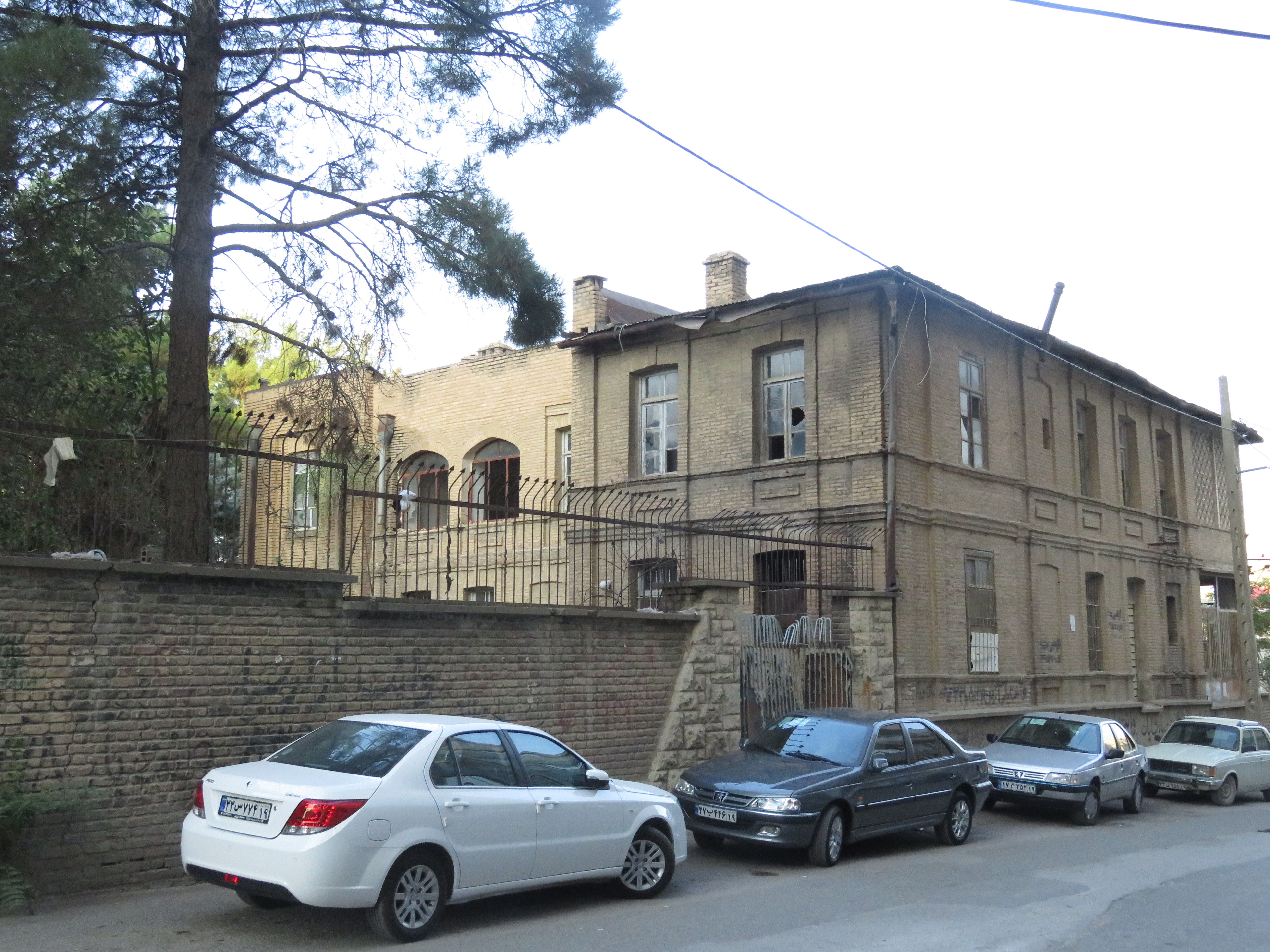
نمای بیمارستان مسیح از کوچهٔ دکتر باسدیکر

بیمارستان مسیح یا بیمارستان دکتر مرادیان با نام اولیۀ بیمارستان وست‌مینستر (به انگلیسی: Westminster Hospital) بیمارستانی تاریخی مربوط به اواخر دوره قاجار بود که در کرمانشاه، خیابان شریعتی، سه‌راه شریعتی واقع شده‌بود. این بیمارستان با حمایت مسیونرهای مسیحی و توسط دکتر بلانش ویلسون استد (Blanche Wilson) در سال ۱۹۱۶ تأسیس شده‌بود و پس از کشمکش‌های فراوان میان مالک خصوصی و ادارۀ میراث فرهنگی، گردشگری و صنایع دستی کرمانشاه در نهایت در ۲ خرداد ۱۴۰۳ توسط مالک آن به‌طور کامل تخریب شد.

پس از بلانش ویلسون استد، پزشکی به نام پاکارد (Packard) به ریاست بیمارستان رسید. پاکارد که پیش از این در میان نستوریان ارومیه فعالیت می‌کرد، در پی درگیری‌های میان ایرانی‌ها و روس‌ها، پس از وقفه‌ای کوتاه فعالیت‌هایش را در کرمانشاه با بنا کردن بیمارستان وست مینستر از سر گرفت. پاکارد در ۱۹۴۳ بازنشسته شد و پس از او دکتر باسدیکر (Bussdicker) ریاست بیمارستان را به‌عهده داشت. دکتر مرادیان آخرین رئیس این بیمارستان بود که بعدها بیمارستان مسیح به نام او بیمارستان دکتر مرادیان نام گرفت. در کنار بیمارستان یک کلیسای انجیلی نیز قرار داشت که در دورۀ پس از انقلاب ۱۳۵۷ تخریب و در مکان آن «درمانگاه شهید دکتر چوبکار» ساخته شد.
بیمارستان مسیح در تاریخ ۱۰ خرداد ۱۳۸۲ با شمارهٔ ثبت ۹۱۴۴ به‌عنوان یکی از آثار ملی ایران به ثبت رسیده‌بود.

## معمار بنا
معمار بیمارستان مسیح، مارکار گالستیانس معروف به ال‌گال بوده‌است.

## ویژگی‌های معماری
بیمارستان مسیح در زمینی به مساحت پنج هزار مترمربع با زیربنای ۱۰۲۴ و اعیان ۳۶۲۶ مترمربع ساخته شده‌بود. مصالح بنا آجری، سقف زیرزمین طاق ضربی و به شیوۀ قمی‌پوش ساخته شده‌بود. همچنین بام ساختمان شیروانی و سقف با تير چوب و خرپاهای بزرگ ساخته شده‌بود. ساختمان بیمارستان به‌صورت برون‌گرا در میان باغی بزرگ طراحی شده‌بود كه با گسترش شهر و ساخته‌شدن خیابان شریعتی در سال ۱۹۳۴ (۱۳۱۳ خورشیدی)، از ‌بين رفت. اگرچه خط آسمان در همه جای ساختمان یکسان بود، اما تعداد طبقات در قسمت‌های مختلف بیمارستان به دلیل استفاده از شیب زمین متفاوت بود. تعداد طبقات در قسمت شرقی با احتساب زیرزمين چهار طبقه، در قسمت میانی سه طبقه و در بخش غربی دو طبقه بود. در وسط هر طبقه یک هشتی قرار داشت که محل تقسیم فضاهای داخلی بود. یک راهرو در سراسر پلان بیمارستان امتداد داشت و در دو سوی آن در دو بخش شمالی و جنوبی اطاق‌ها، سرویس‌ها و بخش‌های مختلف بیمارستان با نورگیری و دید مناسب به بیرون جانمایی شده‌بودند.

## مالکیت بیمارستان
آخرین مالک بیمارستان مسیح متعلق به دکتر مرادیان بود و پس از فوت وی به دامادش آلفرت پطروسیان آواکیان رسید. به گفتۀ وی میراث فرهنگی برای خریدن ملک با وی وارد مذاکره شده،‌اما در نهایت بر سر قیمت توافقی انجام نشده‌است.

## رؤسای بیمارستان

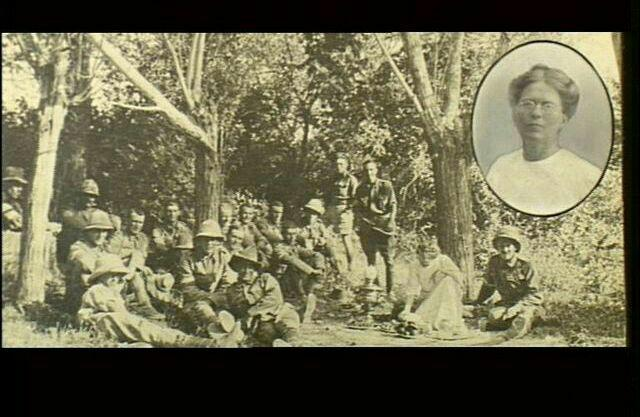
دکتر بلانش ویلسون (استد) در میهمانی چایی عصرانه با سربازان استرالیایی ارتش انگلستان مستقر در کرمانشاه.

- دکتر بلانش ویلسون استد، از ۱۹۱۶ تا ۱۹۲۲
- دکتر پاکارد
- دکتر راسل دی. باسدیکر
- دکتر کوچران
- دکتر مرادیان
- دکتر آلفرت پطروسیان آواکیان[۱]

## تعطیلی بیمارستان
بیمارستان مسیح تا دهۀ ۵۰ خورشیدی فعال بود و توسط مرادیان مدیریت می‌شد. با این وجود در دهۀ ۵۰ خورشیدی تعطیل شد. پس از درگذشت مرادیان مالکیت بیمارستان و بنای آن به آلفرت پطروسیان آواکیان داماد وی منتقل شد. در سال‌های پایانی فعالیت بیمارستان برخی جراحی‌های محدود در آن انجام می‌شد، اما پس از آنکه آواکیان یک مرکز جراحی دیگر در کرمانشاه راه‌اندازی کرد، بیمارستان مسیح دیگر مورد استفاده قرار نگرفت و برای همیشه تعطیل شد.

## تلاش برای احیای بیمارستان
به گفتۀ مالک بنا آلفرد پطروسیان آواکیان، او به همراه پسر مرادیان برای بازسازی این بیمارستان بسیار تلاش کرده و حتی کوشیده‌اند تا بیمارستان مدرن تازه‌ای را جایگزین آن کنند. آواکیان می‌گوید حتی نقشه و طرح جدیدی نیز برای این بیمارستان تهیه شده‌بود، اما مسئولان دانشگاه علوم پزشکی در سال ۱۳۸۸ با این درخواست مخالفت و اعلام کردند که کرمانشاه به بیمارستان جدید نیاز ندارد. به گفتۀ آواکیان دانشگاه علوم پزشکی کرمانشاه حاضر نشده مجوز ازسرگیری فعالیت بیمارستان مسیح را صادر کند.

## تلاش برای تغییر کاربری بنا
آلفرد پطروسیان آواکیان می‌گوید که پس از ناامیدی از امکان راه‌اندازی مجدد بیمارستان، تلاش کرده تا کاربری بیمارستان را تغییر دهد و از ساختمان آن برای کار دیگری استفاده کند و در این رابطه درخواست‌های لازم را به شهرداری ارائه کرده‌است، اما شهرداری، میراث فرهنگی و ادارۀ مسکن و شهرسازی در این مسیر سنگ‌اندازی و کارشکنی کرده‌اند.

## اختلاف مالک و میراث فرهنگی
مالک بنا می‌گوید میراث فرهنگی برای تغییر کاربری ساختمان کارشکنی کرده و ثبت نخست بیمارستان در فهرست میراث ملی در سال ۱۳۸۲ را نیز در غیاب و بدون اطلاع و کسب نظر مالک انجام داده‌است. میراث فرهنگی پیشنهاد خرید ملک را به مالک بنا ارائه کرده‌است، اما به گفتۀ مالک قرار شد کارشناسان ارزیابی که خود کارمند میراث فرهنگی بودند برای اظهار نظر ارقام بسیار زیادی را که چند برابر دستمزد واقعی کارشناس بوده از مالک درخواست کرده‌اند و در نتیجه ارزیابی کارشناسی به انجام نرسیده‌است. در مقابل میراث فرهنگی نیز مدعی‌ست که مالک قیمت بالایی برای ملک خود طلب کرده که بسیار بیشتر از بودجۀ این اداره بوده‌است. ظاهراً آواکیان که ادعا می‌کند از قیمت ملک در ایران خبر ندارد مبلغ ۱۲۰ میلیارد تومان برای این ساختمان درخواست کرده، اما کل بودجۀ سالیانۀ ادارۀ میراث فرهنگی کرمانشاه به ۳۰ میلیارد تومان می‌رسد. علاوه بر این مالک بنا حتی قدمت بنا را نیز تکذیب کرده و می‌گوید تاریخ حکاکی‌شده بر روی ساختمان با تاریخ مورد ادعای میراث فرهنگی همخوانی ندارد. آواکیان در آذر ۱۴۰۲ در گفت‌وگویی با پایگاه خبری طلوع کرمانشاه ادعاهای اداره کل میراث فرهنگی، گردشگری و صنایع دستی استان کرمانشاه را تکذیب و ادعا کرد که این اداره می‌خواهد بیمارستان مسیح را تصاحب کند. او که ظاهراً تصمیم قطعی برای تخریب بنای بیمارستان داشت می‌گوید «میراث فرهنگی اهل دروغ و تهمت بوده و لیاقت این ملک را ندارد».

## ثبت در فهرست آثار ملی و خروج از آن
بیمارستان مسیح در تاریخ ۱۰ خرداد ۱۳۸۲ در فهرست آثار ملی ایران ثبت شد. اما مالک ساختمان که قصد تغییر کاربری آن را داشت در اوایل دههٔ ۱۳۹۰ اقدام به طرح شکایت کرد و دیوان عدالت اداری نیز ثبت آن را در فهرست آثار ملی ایران ملغی و به نفع مالک ساختمان رأی داد و بدین ترتیب نام بیمارستان مسیح از این فهرست خارج شد. به دنبال آن اختلاف میان سازمان میراث فرهنگی کرمانشاه و مالک خصوصی ساختمان تداوم یافت و در این مدت ساختمان بیمارستان از حوادث طبیعی مانند زلزلهٔ سال ۱۳۹۶ و سیل سال ۱۳۹۸ دچار آسیب شد. اما وقوع یک آتش‌سوزی بزرگ در ۲۷ اسفند ۱۳۹۸ که به صورت عمدی انجام شد سبب تغییر وضعیت پرونده شد.

### ثبت مجدد در فهرست آثار ملی
پس از آنکه وقوع یک آتش‌سوزی در بیمارستان مسیح مورد اعتراض گروه‌های مردمی و شخصیت‌های فرهنگی کرمانشاه قرار گرفت، دستگاه قضایی نیز که در ابتدا رأی به خروج بیمارستان از فهرست آثار ملی داده‌بود ناچار به صدور حکمی مبنی بر احیاء و جلوگیری از تخریب بیمارستان شد و در ۱۹ تیر ۱۳۹۹ به مالک ساختمان هشدار داد که حق تخریب یا آسیب زدن به این بنا را ندارد. مالک بنا که در خارج از ایران زندگی می‌کند دخالت خود در این آتش‌سوزی را رد کرد و میراث فرهنگی را متهم کرد که با دروغ‌گویی به دنبال تصاحب این ملک است.
متعاقب این حکم بیمارستان مسیح در مرداد ۱۳۹۹ برای بار دوم در فهرست آثار ملی ثبت شد. با این وجود مالک ساختمان بار دیگر به دادگاه شکایت کرد و خواهان خروج بیمارستان از این فهرست شد. در روز ۲۴ مرداد ۱۴۰۰ معاون میراث فرهنگی استان اعلام کرد که دیوان عدالت اداری یک بار دیگر حکم به ماندن بیمارستان در فهرست آثار ملی داده و اعلام کرده که مالک بنا حق تخریب و خروج آن از فهرست را ندارد. با این وجود مالک بنا ثبت مجدد بنا در فهرست میراث ملی را تکذیب کرده و ادعا می‌کند که میراث فرهنگی دروغ می‌گوید و دیوان عدالت اداری رأی اولیۀ خود را مبنی بر خارج ساختن بنا از فهرست میراث ملی باطل نکرده‌است.

### خروج مجدد از فهرست آثار ملی
در مهر ماه ۱۴۰۲ مالک موفق به دریافت رأی بدوی دیوان عدالت اداری شد و بیمارستان یک بار دیگر از فهرست آثار ملی خارج شد. این رأی در دی ۱۴۰۲ قطعی شد.

## آتش‌سوزی

### آتش‌سوزی ۲۷ اسفند ۱۳۹۸
نیمه‌شب سه‌شنبه ۲۷ اسفند ۱۳۹۸ ساعت ۱۹:۳۰ همزمان با مراسم چهارشنبه‌سوری، بیش از ۱۰ ساعت در آتش سوخت و بخش قابل توجهی از آن ویران شد. بر اساس گفته‌های شاهدان عینی صدای انفجار ۲ نارنجک دست‌ساز قدرتمند از داخل بیمارستان و از ضلع جنوبی آن که در جوار درمانگاه شهید چوبکار قرار دارد شنیده شده و سپس آتش در آن شعله‌ور شده‌است. از آنجا که کف حیاط بیمارستان پوشیده از برگ‌های کاج و چوب‌های خشک بود، آتش به سرعت به دیگر بخش‌های بیمارستان نیز سرایت کرد، به گونه‌ای که ابتدا طبقات اول و دوم و سپس طبقه سوم و سقف ساختمان دچار آتش‌سوزی شد.
به دلیل شدت آتش‌سوزی علاوه بر هشت پایگاه آتش‌نشانی شهرداری کرمانشاه، نیروها و تجهیزات آتش‌نشانی پالایشگاه نفت کرمانشاه نیز برای خاموش کردن آن به محل اعزام شدند. متروکه بودن بیمارستان و بسته بودن درب‌های آن سبب کندی عملیات اطفای حریق شد و خودروها و نیروهای آتش‌نشانی در نهایت با تخریب بخش‌چایی از دیوار بیمارستان به‌وسیلهٔ لودر توانستند وارد بیمارستان شوند. همچنین نیروهای آتش‌نشانی ناچار شدند درختان خشک حیاط بیمارستان را به منظور جلوگیری از آتش‌گرفتن به‌وسیلهٔ لودرها به زمین بیندازند. در نهایت آتش‌سوزی بیمارستان مسیح پس از بیش از ۱۰ ساعت تلاش آتش‌نشانان مهار شد، اما بیش از ۲۵ درصد از بیمارستان ویران شد.
پس از این آتش‌سوزی اهالی محل به رسانه‌ها گفتند که این بیمارستان پیش از این چندین بار به شیوهٔ مشابه و با پرتاب کردن نارنجک‌های دست‌ساز توسط افراد ناشناس به آتش کشیده شده‌است و حتی چند هفته قبل نیز یک موتورسوار نارنجک دست‌سازی را به داخل بیمارستان انداخته و حیات آن را آتش زده‌است. مقامات و مسئولان مختلفی همچون رئیس سازمان آتش‌نشانی شهرداری کرمانشاه، فرماندار کرمانشاه و مدیرکل میراث فرهنگی، صنایع دستی و گردشگری استان کرمانشاه این آتش‌سوزی را اقدامی عمدی دانستند که با سوءاستفاده از فرصت چهارشنبه‌سوری صورت گرفته‌است. امید قادری مدیرکل وقت میراث فرهنگی، صنایع دستی و گردشگری استان کرمانشاه، مالک ساختمان را متهم کرد که به دنبال تغییر کاربری بنا و تخریب آن با هدف ساخت مجتمعی تجاری بوده‌است. به گفتهٔ وی در فضاهای مختلف بنا مواد سوختنی مانند بنزین و گازوئیل ریخته شده‌بود و پیرامون آن به صورت سیستماتیک آتش ایجاد شده‌بود. وی از دادستان کرمانشاه و شورای تأمین استان کرمانشاه درخواست کرد که به پروندهٔ آتش‌سوزی عمدی بیمارستان مسیح ورود کنند. با این وجود مالک بنا این ادعا را تکذیب کرد و در پروندۀ شکایتی که با ادعای دخالت در آتش‌سوزی علیه او گشوده‌شد، با استناد به عدم حضور در ایران در آن تاریخ، تبرئه شد.
با این وجود آتش‌سوزی عمدی بیمارستان مسیح کرمانشاه واکنش‌های مختلف گروه‌های مردمی و شخصیت‌های فرهنگی و مذهبی کرمانشاه را در پی داشت. آژانس خبری محبت‌نیوز رسانهٔ جامعهٔ مسیحیان ایران با اشاره به تعمدی بودن این آتش‌سوزی آن را اقدامی در راستای از میان بردن جامعهٔ مسیحیان دانست. پلاتفرم یارسان نیز با صدور بیانیه‌ای این اقدام را نتیجهٔ «هم‌آوایی شوم ارتجاع و سرمایه» و تلاشی برای «از میان بردن میراث تاریخی اقلیت‌های دینی» و «انکار شناسنامهٔ فرهنگی و سیاسی کرمانشاه» دانست و از «مقامات جمهوری اسلامی و آنان که این اثر را از فهرست آثار ملی خارج کرده‌اند» به عنوان «متهمان ردیف اول این آتش‌سوزی» یاد کرد.

### آتش‌سوزی ۲۵ مرداد ۱۴۰۰
در روز ۲۵ مرداد ۱۴۰۰ یکی از اتاق‌های منزل مرادیان آخرین رئیس بیمارستان مسیح که در مجاورت بیمارستان قرار دارد دچار آتش‌سوزی شد. اگرچه برخی منابع از احتمال عمدی بودن این آتش‌سوزی خبر داده‌اند، اما رئیس یگان حفاظت میراث فرهنگی کرمانشاه اعلام کرد که این آتش‌سوزی به دلیل آتش گرفتن دو مبل کهنه صورت گرفته که بنا به اظهارات همسایه‌ها چند نوجوان اقدام به انجام آن کرده‌اند و خسارتی جدی به اصل ساختمان بیمارستان وارد نکرده‌است.

## وضعیت بنا قبل از تخریب
یگان حفاظت میراث فرهنگی استان کرمانشاه به صورت دائم از ساختمان بیمارستان نگهداری به عمل نمی‌آورد. ساختمان بیمارستان مسیح به مدت چندین دهه بدون هیچ بازسازی یا محافظتی به حال خود رها شده‌است. به همین دلیل بخش‌های از ساختمان همچون سقف، درب و پنجره‌های آهنی آن مورد سرقت قرار گرفته‌است.
در ۱۴ اسفند ۱۴۰۰ خبرگزاری مهر با تهیۀ گزارشی از وضعیت ساختمان بیمارستان مسیح از تخریب ۶۰ درصدی آن خبر داد.
در آبان ۱۴۰۱ مدیرکل میراث فرهنگی، صنایع دستی و گردشگری استان کرمانشاه اعلام کرد که این بنا به مرمت اضطراری نیاز دارد و این اداره به دنبال حصول توافق با مالک بنا برای انجام این کار و سپس احیای ساختمان بیمارستان و ارائهٔ طرح درآمدزایی از آن است.
در آذر ۱۴۰۲ مدیرکل میراث فرهنگی، گردشگری و صنایع‌دستی کرمانشاه این بنای تاریخی را یکی از بناهای مهم کرمانشاه و مورد توجه مردم این شهر و دارای اهمیتی ویژه‌ دانست که می‌تواند به برندی در حوزۀ گردشگری سلامت تبدیل شود و اعلام کرد که این اداره آمادۀ همکاری با مالک است و در صورتی که وی بخواهد این بنا را به کاربری گردشگری اعم از هتل و ...  تبدیل کند، درکمترین زمان ممکن نسبت به موافقت و مجوزهای آن با رعایت ضوابط میراث فرهنگی در بازسازی بنا انجام خواهد شد. وی در آن زمان تأکید کرد که این بنا در فهرست میراث ملی ایران ثبت شده است و حتی اگر تخریب هم بشود مالک آن می‌باید آن را به همان شکل اولیه بازسازی کند.

## تخریب بنا توسط مالک
در روز چهارشنبه ۲ خرداد ۱۴۰۳ اعلام شد که مالک بیمارستان مسیح با سوءاستفاده از تعطیلی عمومی کشور به خاطر سقوط بالگرد حامل سید ابراهیم رئیسی، این بنا را با بیل مکانیکی به‌طور کامل تخریب کرده‌است. مالک بنا که پس از ثبت مجدد آن در فهرست میراث ملی در سال ۱۳۹۹ با شکایت در دیوان عدالت اداری به دنبال خروج مجدد آن از این فهرست بود، اگرچه موفق به این کار نشده، اما با در دست داشتن همین شکایت مجوز تخریب آن را از شهرداری کرمانشاه گرفته‌است.
به گفتۀ معاون میراث فرهنگی کرمانشاه شهرداری مجوز تخریب بیمارستان تاریخی مسیحی را صادر کرده است. وی تأکید کرد که ادارۀ میراث فرهنگی اجازه نخواهد داد هیچ بنایی با کاربری و معماری جدید در محل بیمارستان مسیح ساخته شود  و شهرداری هم حق صدور مجوز ساخت‌و‌سازی غیر از کاربری اولیۀ آن را ندارد و اگر مالک بنا بخواهد ساخت‌وسازی در این محل داشته باشد، می‌باید عین بنای اولیه را بسازد.
معاون شهرسازی شهرداری منطقه چهار کرمانشاه در روز ۴ خرداد ۱۴۰۳ مدعی شد که اصلاً سازه‌ای به شکل ساختمان (بیمارستان مسیح) وجود نداشته که نیاز به صدور مجوز تخریب داشته‌باشد و از این بیمارستان تنها چند دیوار ایستاده و یک زیرزمین مخروبه برجای مانده‌بود که به خوابگاه کارتن‌خواب‌ها و بی‌خانمان‌ها تبدیل شده‌بود. این مقام مسئول با گفتن اینکه «هیچ بنایی وجود نداشت عملاً به جای بیمارستان ملی باید گفت دیوار ملی»، اصل وجود بیمارستانی به نام مسیح را نفی کرد و از یک طرف به تکذیب صدور مجوز برای تخریب بیمارستان مسیح پرداخت و از سوی دیگر تصریح کرد که با استناد به بند ۱۴ مادۀ ۵۵ قانون شهرداری‌ها برای رفع خطر سقوط «چند دیوار قدیمی» مجوز تخریب آن را صادر کرده‌است. وی همچنین ادارۀ کل میراث فرهنگی، گردشگری و صنایع دستی کرمانشاه را به کوتاهی در خصوص صیانت از آثار و بناهای تاریخی متهم کرد.
 وی مدعی شد که بیمارستان مسیح از سال ۱۴۰۰ از فهرست میراث ملی خارج شده و مالک بیمارستان از همان زمان از شهرداری کرمانشاه درخواست مجوز تخریب کرده، اما شهرداری با توجه به تاریخی بودن بنا امتناع کرده و موضوع را به میراث فرهنگی گزارش داده‌است، اما مسئولان میراث فرهنگی به این مسئله رسیدگی نکرده‌اند. به همین دلیل مالک بنا مجدداً شکایت کرده و در مهر ۱۴۰۲ دیوان عدالت اداری به نفع وی حکم صادر کرده و شهرداری را مؤظف به صدور مجوز تخریب کرده‌است. وی حتی ادعا کرد که مسئولان میراث فرهنگی از رأی نهایی دیوان عدالت اداری نیز خبر داشته‌اند، اما در تمام این مدت اقدامی برای نگهداری و حفظ این بنا انجام نداده‌اند.
در ۳ خرداد ۱۴۰۳ مدیرکل میراث‌ فرهنگی، گردشگری و صنایع‌ دستی کرمانشاه اعلام کرد که دیوان عدالت اداری به‌صورت غیابی و بدون حضور نمایندۀ میراث فرهنگی حکم به تخریب بنا داده و مالک نیز با در دست داشتن این حکم به شهرداری کرمانشاه مراجعه کرده و شهرداری نیز بدون اخذ استعلام لازم از این اداره‌ کل، مجوز تخریب را برای مالک بنا صادر کرده‌است. با این وجود نیروهای یگان حفاظت طی چند بار مراجعۀ مالک برای تخریب بنا بلافاصله در محل مانع حاضر شده و از تخریب آن جلوگیری به عمل آورده‌اند؛ اما در نهایت مالک توانسته صبح روز ۲ خرداد با سوءاستفاده از تعطیلی پیش‌بینی‌نشدۀ سراسری بنا را با بیل مکانیکی تخریب کند. وی تأکید کرد که این اداره از طریق مراجع قضایی و دیوان عدالت اداری از مالک بنا و مسببان این تخریب شکایت خواهد کرد.
 وی همچنین تأکید کرد که نقشه‌برداری و مستندنگاری این بنا در زمان تدوین پروندۀ ثبت ملی آن انجام شده و طبق قانون در صورتی که مالک بخواهد دوباره در آنجا بنایی بسازد، می‌باباید عین بنای سابق را بسازد و در غیر این‌صورت مجوز ساخت و ساز به او داده نمی‌شود.
در ۸ خرداد ۱۴۰۳ دادستان عمومی و انقلاب مرکز استان کرمانشاه ضمن تکرار ادعای معاون شهرسازی شهرداری منطقه چهار کرمانشاه مبنی بر اینکه بیمارستان از ثبت ملی خارج شده و آثاری از آن باقی نمانده بود و آنچه تخریب شده چیزی به جز یک خرابه نبوده‌است، به دفاع از عملکرد شهرداری کرمانشاه پرداخت و گفت مجوز تخریب و عملیات ساختمانی توسط شهرداری صادر شده و تمام کارها بر اساس آرا و مدارک قانونی انجام گرفته‌است. با این وجود مدیرکل میراث فرهنگی، صنایع‌دستی و گردشگری استان کرمانشاه اعلام کرد که خروج بیمارستان تاریخی مسیح از فهرست آثار ملی به این اداره ابلاغ نشده‌است. وی گفت مالک بنا با خارج کردن آن از فهرست میراث ملی در سال ۱۳۹۰ اقدام به تخریب یک سوم از آن کرده‌بود و سپس در آن آتش‌سوزی عمدی ایجاد کرده و حتی در سال ۱۳۹۸ مسیر سیل را به سمت ساختمان هدایت کرده‌بود تا باعث تخریب آن شود. با این وجود با پیگیری‌های ادارۀ میراث فرهنگی بنای بیمارستان در سال ۱۴۰۰ مجدداً در فهرست میراث ملی وارد شده‌بود و هیچ نامه‌ای مبنی بر خروج ادعایی آن در سال ۱۴۰۲ نه از سوی دیوان عدالت اداری و نه از سوی شهرداری به میراث فرهنگی ابلاغ نشده‌است. وی گفت حدود دو هفته قبل از تخریب، مالک بنا با حکم دیوان و مجوز شهرداری اقدام به تخریب آن کرده‌بود، اما ادارۀ میراث فرهنگی در جریان قرار گرفته و بلافاصله به دیوان عدالت ادارای اعتراض کرده‌است. به گفتۀ‌وی تا قبل از سال ۱۴۰۰ به دلیل خروج بیمارستان از فهرست امکان بازساز یآن وجود نداشت و پس از آن نیز اعتباری برای بازسازی آن تخصیص داده نشده‌بود و مالک نیز همۀ‌ گزینه‌های پیشنهادی میراث فرهنگی مبنی بر احیاء و مشارکت سرمایه‌گذاران در بازسازی آن را رد می‌کرد و فقط به دنبال تخریب آن بود. این مقام مسئول شهرداری را مقصر دانسته و می‌گوید شهرداری باید از میراث فرهنگی برای تخریب بنا استعلام می‌گرفت.
تخریب بیمارستان مسیح و نقش شهرداری و انفعال ادارۀ میراث فرهنگی در برابر آن با واکنش چهره‌های فرهنگی و فعالان رسانه‌ای کرمانشاه مواجه شد

 و محمدعلی سلطانی ضمن انتقاد از عملکرد مسئولان استان، بازسازی ویرانه‌های بیمارستان مسیح و دیگر آثار تاریخی تخریب‌شدۀ کرمانشاه را خواستۀ جدی مردم استان دانست.

## رأی دیوان عدالت اداری
اگرچه مالک بنا ۲ خرداد ۱۴۰۳ با در دست داشتن حکم  دیوان عدالت اداری و مجوز شهرداری توانسته بود این بنای تاریخی را تخریب کند، اما در ۱۱ مهر ۱۴۰۳ اعلام شد که دیوان عدالت اداری بر اساس شکایت ادارۀ میراث فرهنگی استان کرمانشاه و با استناد به مصوبۀ سال ۱۳۹۱ شورای عالی شهرسازی و معماری ایران که به موجب آن در صورت تخریب بناهای ساخته‌شده پیش از سال ۱۳۴۰ خورشیدی بازسازی عین به عین آن بنا الزامی است، رأی جدیدی صادر کرده که بر اساس آن مالک بنا مؤظف است بنا را به شکل اولیۀ آن بازسازی کند و شهرداری کرمانشاه تنها در صورتی می‌تواند مجوزی برای ساخت‌وساز در زمین این بنا صادر کند که عین بنای اولیه در آن ساخته شود. در این حکم همچنین تأکید شده که بیمارستان مسیح کماکان در فهرست  آثار ملی ایران قرار دارد.

## بازسازی بیمارستان
پس از صدور رأی دیوان عدالت اداری مبنی بر بازسازی عین بنای بیمارستان توسط مالک، در ۱۷ مهر ۱۴۰۳ مدیرکل میراث فرهنگی استان کرمانشاه اعلام کرد برای بازسازی بیمارستان سرمایه‌گذارانی اعلام آمادگی کرده‌اند و مالک یا باید خودش بیمارستان را دوباره بازسازی کند، یا زمین را به آن‌ها بفروشد و یا اینکه باید با آن‌ها به‌صورت مشترک اقدام کند. اما اگر مالک بخواهد زمین را بلاتکلیف بگذارد، میراث فرهنگی بار دیگر از طریق مراجع قضایی موضوع  را پیگیری خواهد کرد.